# Chunianna opaca
Chunianna opaca är en djurart som tillhör fylumet slemmaskar, och som beskrevs av Ernest F. Coe 1954. Chunianna opaca ingår i släktet Chunianna och familjen Chuniellidae. Inga underarter finns listade i Catalogue of Life.